# Frozen Plasma
Frozen Plasma, njemačko - grčki future pop sastav. U studenom 2005. Vassi Valis je predstavio svoj synthpop/futurepop projekt Frozen Plasma zajedno s pjevačem, Felix Marcom, koji je inačke poznatiji kao klavijaturist grupe Diorama. 
Frozen Plasma su nastupali na važnim festivalima poput Neuwerk Festival, Infest Festival i Wave-Gotik-Treffen.

## Diskografija
- Hypocrite CDS (Infacted, 2005.)
- Artificial CD (Infacted, 2006.)
- Irony CD EP (Infacted, 2006.)
- Emphasize CD EP (Infacted, 2006.)